# Бойко, Михаил Лукьянович
Михаил Лукьянович Бойко (14 ноября 1927, Вольное Запорожье, Николаевская область — 23 августа 1997, Кировск, Луганская область) — советский хозяйственный, государственный и политический деятель, бригадир проходчиков шахты имени С.М. Кирова комбината «Кадиевуголь» Министерства угольной промышленности Украинской ССР, Ворошиловградская область. Герой Социалистического Труда.

## Биография
Родился 14 ноября 1927 года в селе Вольное Запорожье ныне Новобугского района Николаевской области Украины в крестьянской семье. Украинец.
В 1945 году уехал в Челябинскую область, где начал свою трудовую деятельность слесарем на шахте № 29 «Капитальная» в городе Коркино.
В 1948 году переезжает в Ворошиловградскую (в 1958-1970 и с 1990 года – Луганскую) область Украинской ССР (с 1991 года – Украины), где работает забойщиком на шахте № 17 «Михайловская» треста «Первомайскуголь» Луганской области, а позже переходит на работу проходчиком шахты № 22 имени С.М. Кирова в посёлке Голубовка (с 1962 года – город Кировск, с 2016 года – Голубовка).
С 1953 года – бригадир проходчиков шахты № 22 – имени С.М. Кирова треста (позднее – комбината) «Кадиевуголь». Получил среднее специальное образование.
Коллектив под руководством опытного проходчика за сравнительно короткий срок добился высоких результатов прохождения горных выработок и открытия новых лав и горизонтов. По итогам работы 1963 года за усовершенствование методов работы, организацию скоростной проходки горных выработок, качественное выполнение поставленных задач руководимым коллективом, бригадир первопроходческой бригады Бойко М.Л. в 1964 году был удостоен звания Лауреата Ленинской премии (совместно с Буйденко П.А. и Чалым И.С.). В 1964 году вступил в КПСС. За высокие производственные достижения по итогам семилетнего плана (1959-1965) награжден орденом Ленина.
Указом Президиума Верховного Совета СССР от 29 декабря 1973 года за проявленную трудовую доблесть и достижение выдающихся успехов в выполнении социалистических обязательств, принятых на 1973 год, Бойко Михаилу Лукьяновичу присвоено звание Героя Социалистического Труда с вручением ордена Ленина и золотой медали «Серп и Молот».
Депутат Верховного Совета СССР 7-го – 9-го созывов (1966-1979). Делегат XXIII (1966) XXV (1976) съездов КПСС и XXII съезда Компартии Украины.
Работал на шахте до выхода на пенсию.
Жил в Кировске Луганской области (Украина). Умер 23 августа 1997 года.
Лауреат Ленинской премии (1964).
Заслуженный шахтёр УССР.
Награжден 2 орденами Ленина (29.06.1966; 29.12.1973), орденом «Знак Почёта» (30.03.1971), медалями, в том числе «За трудовую доблесть» (23.09.1953), знаком «Шахтёрская Слава» трёх степеней.

## Награды
- Золотая медаль «Серп и Молот» (29.06.1966)
- Орден Ленина (29.06.1966)
- Орден Ленина (29.12.1973)
- Орден Знак Почёта (30.03.1971)
- Медаль «За отвагу» (СССР)  (16.07.1944)[2]
- Медаль «За боевые заслуги»  (26.06.1944)[3]
- Медаль «В ознаменование 100-летия со дня рождения Владимира Ильича Ленина» (6 апреля 1970)
- Медаль «За трудовую доблесть»